# Mănăstirea Zăbriceni
Mănăstirea Zăbriceni este o mănăstire de călugări din nordul Republicii Moldova, în Episcopia de Edineț și Briceni și are ca hram principal praznicul Nașterii Domnului. Starețul Mănăstirii este arhimandritul Damian Burlacu.

## Istorie

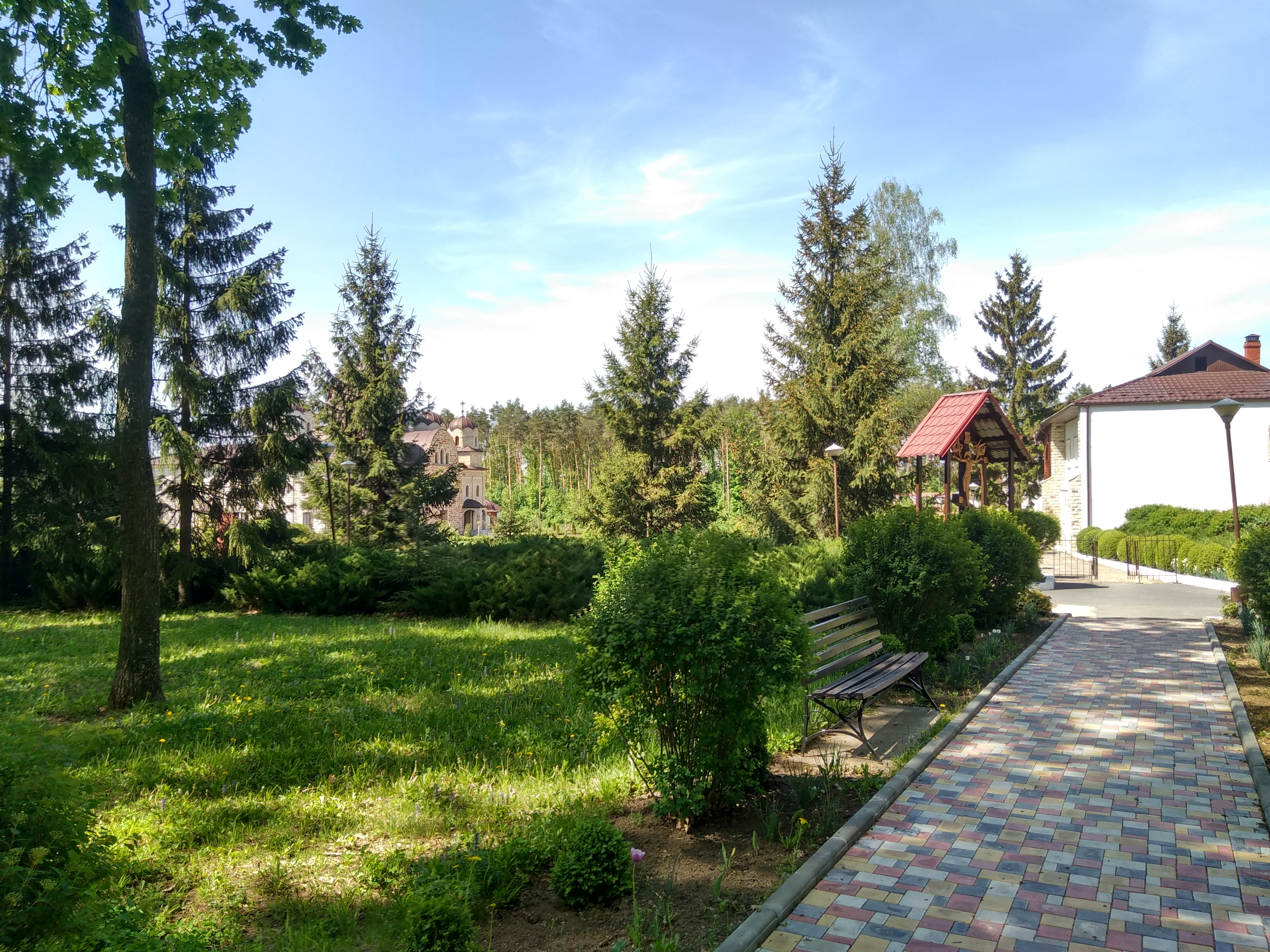
Curtea mănăstirii

Ea a fost înființată la data de 4 august 1999, cu binecuvântarea și sprijinul PS Episcop Dorimedont. Acest așezământ monahal este amplasat la o margine de pădure, într-un loc pitoresc, pe teritoriul fostului sanatoriu de odihnă și tratament “Albinuța”, ale cărui edificii au fost cumpărate de Episcopia de Edineț și Briceni. 
Inițial aici s-au așezat un grup de 8 frați, veniți de la Mănăstirea Noul-Neamț (Chițcani), în frunte cu arhimandritul (pe atunci – egumenul) Damian, numit încă de la început stareț al acestei mănăstiri. Cu străduința starețului și a fraților din mănăstire, în scurt timp s-a amenajat un paraclis, chilii, trapeza și alte edificii absolut necesare vieții mănăstirești. Cu timpul acestea au fost aduse la condiții mai bune, iar obștea mănăstirii s-a mărit, numărând în prezent 14 viețuitori, dintre care 6 sunt slujitori ai altarului. 
Încă de la început, Mănăstirii i s-a dat hramul general „Nașterea Domnului” (25 decembrie / 7 ianuarie), pentru că deschiderea ei a avut loc în preajma jubileului de 2000 de ani de la Nașterea după Trup a Domnului nostru Iisus Hristos.
Pe lângă acest Praznic, Mănăstirea mai are un al doilea mare hram, la 4 august, când se marchează întemeierea Mănăstirii și este prăznuit Sfântul Sfințit Mucenic Foca și Sfânta Maria Magdalena, în cinstea cărora s-a amenajat un mic paraclis în care se slujește până astăzi. În mănăstire mai există un paraclis închinat Cuvioșilor Paisie de la Neamț și Siluan Athonitul – mari povățuitori ai monahilor. 
În 2008 în mănăstire s-a construit încă un paraclis, având ca ocrotitor pe Sfântul Apostol și Evanghelist Ioan Teologul, iar în 2012 s-au finisat lucrările de construcție a bisericii mari a mănăstirii, rămănând să fie executată doar pictura.

## Rânduială liturgică și monahală

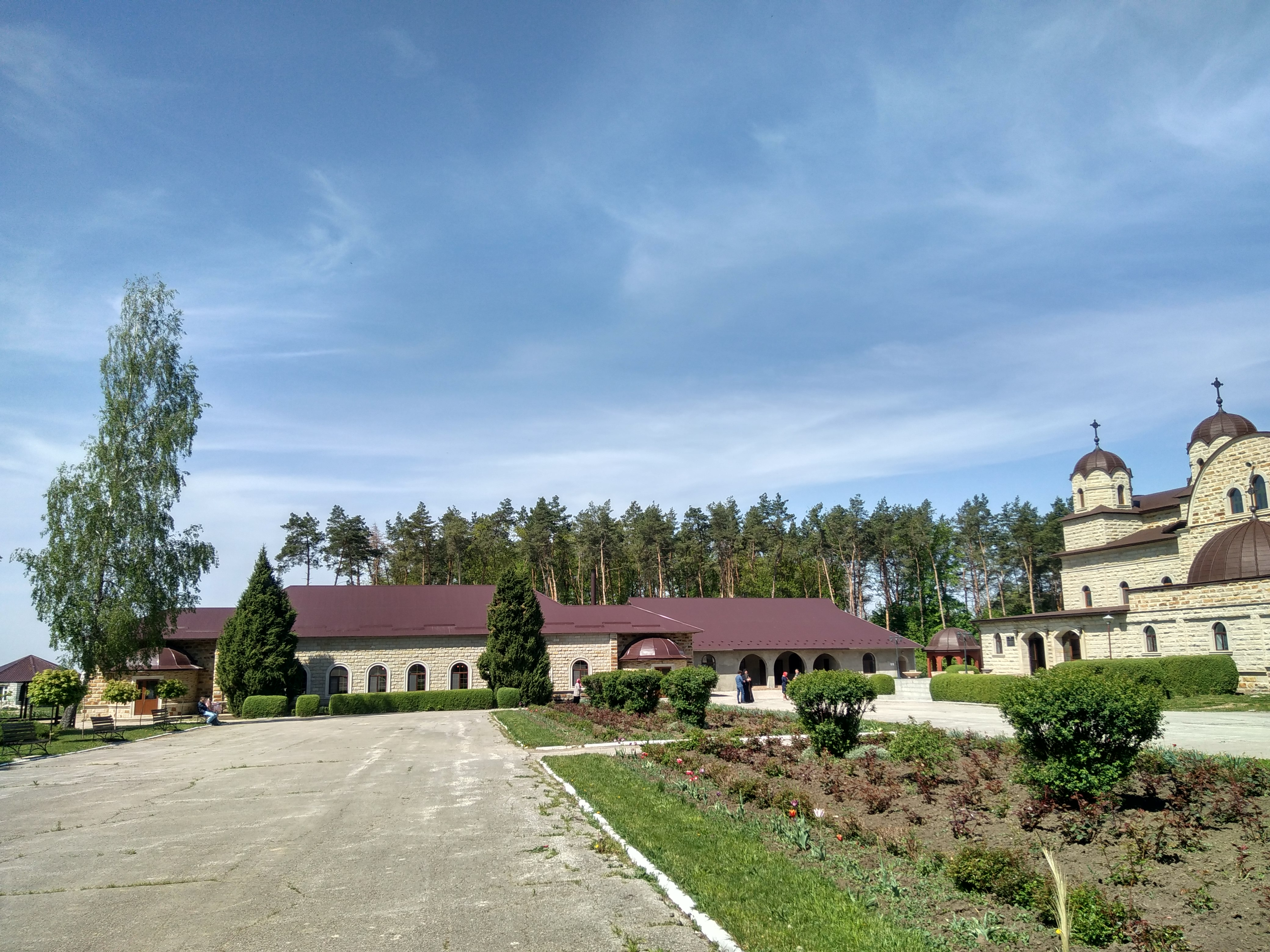
Anexe

Deși cu începuturi modeste, obștea mănăstirii a început să-și creeze un program monahal și liturgic foarte intens, oficiindu-se zilnic toate Laudele bisericești și Sfânta Liturghie. Tipicul mănăstirii este după modelul Sfântului Munte Athos. Cântarea la strană este psaltică-bizantină, dar și corală-liniară. Astfel în fiecare seară, la ora 18.00, se săvârșește Vecernia și Pavecernița, iar dimineața, la ora 4:00, se oficiază Miezonoptica, Utrenia, Ceasurile și Sfânta Liturghie. 
În zilele de miercuri și vineri, după săvîrșirea Sfîntei Liturghie, se citește Acatistul Maicii Domnului, iar în fiecare duminică seara se cântă Paraclisul Preasfintei Născătoare de Dumnezeu. Aceste slujbe speciale închinate Maicii Domnului se datorează și faptului că mănăstirea noastră are două icoane deosebite ale Maicii Domnului: prima este numită „Povățuitoarea” de la Mănăstirea Zăbriceni, iar a doua reprezintă o copie a Icoanei Maicii Domnului „Grabnic-ascultătoarea” adusă din Athos. În fiecare zi de joi, la cerere, preoții mănăstirii oficiază Taina Sfântului Maslu pentru cei ce sunt în suferințe, iar în zilele de sâmbătă se face pomenirea celor adormiți.
În treburile administrative și duhovnicești, Mănăstirea se conduce de un Regulament de Organizare Internă, care se cere respectat de către toți viețuitorii mănăstirii. Pentru sporirea duhovnicească a călugărilor sistematic au loc sinaxe frățești conduse de părintele stareț. De asemenea monahii se mărturisesc și se împărtășesc cel puțin odată în săptămână. Mănăstirea noastră recomandă deasa mărturisire și împărtășire, nu doar călugărilor, ci și creștinilor de rînd, aici fiind 3 preoți duhovnici care permanent stau la dispoziția credincioșilor ce vin la Mănăstire pentru diferite probleme duhovnicești.

## Activități culturale
Atunci când se vorbește despre Mănăstirea Zăbriceni, trebuie să se spună că încă de la începuturile ei, pe lângă viața monahală, ea a avut și o misiune pastoral-misionară și culturală destul de intensă. Chiar din august 1999, pe lângă mănăstire, s-a înființat un Seminar Teologic Liceal de băieți, iar din august 2004 – și o Facultate (inițial – Institut) de Teologie Ortodoxă, care oferea o pregătire teologică superioară de nivel înalt. Cu toate acestea, din cauza problemelor de întreținere a acestor două școli, ele și-au întrerupt activitatea, urmând ca mai departe, mănăstirea să-și redirecționeze potențialul intelectual și misionar spre alte activități, nu mai puțin trebuincioase Bisericii.

## Galerie de imagini

### Exterior

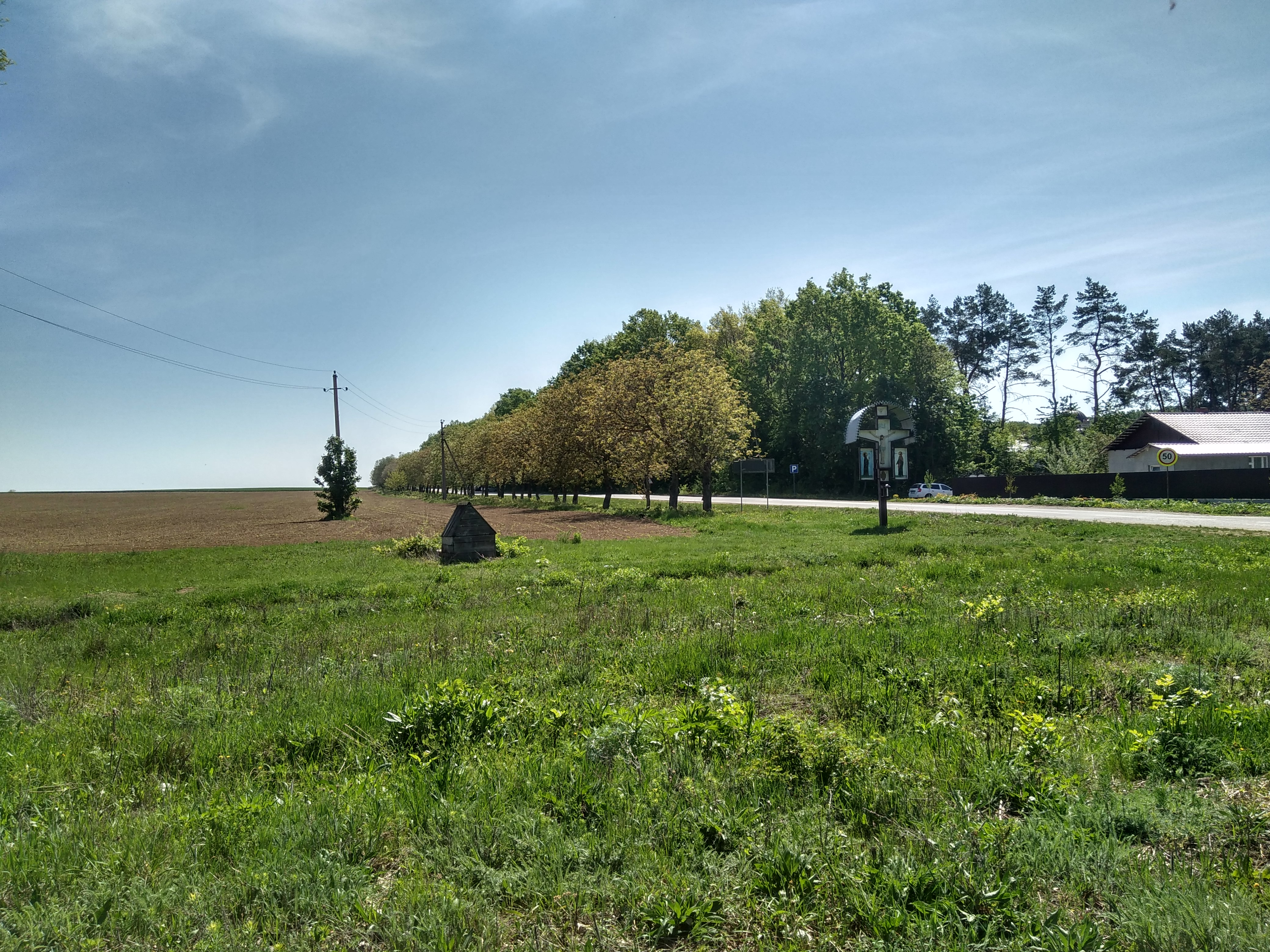
Împrejurimile
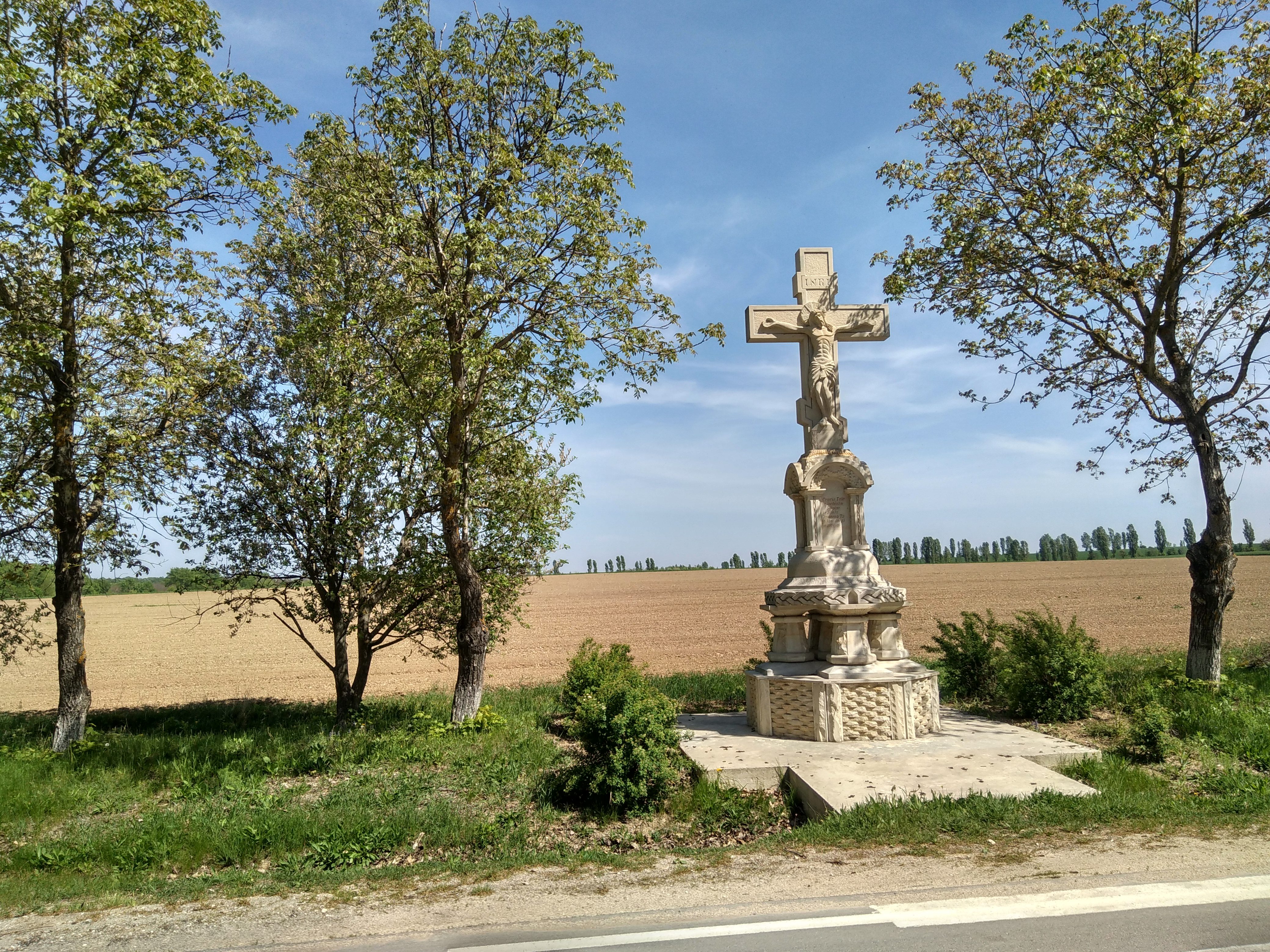
Crucifix vizavi de intrare
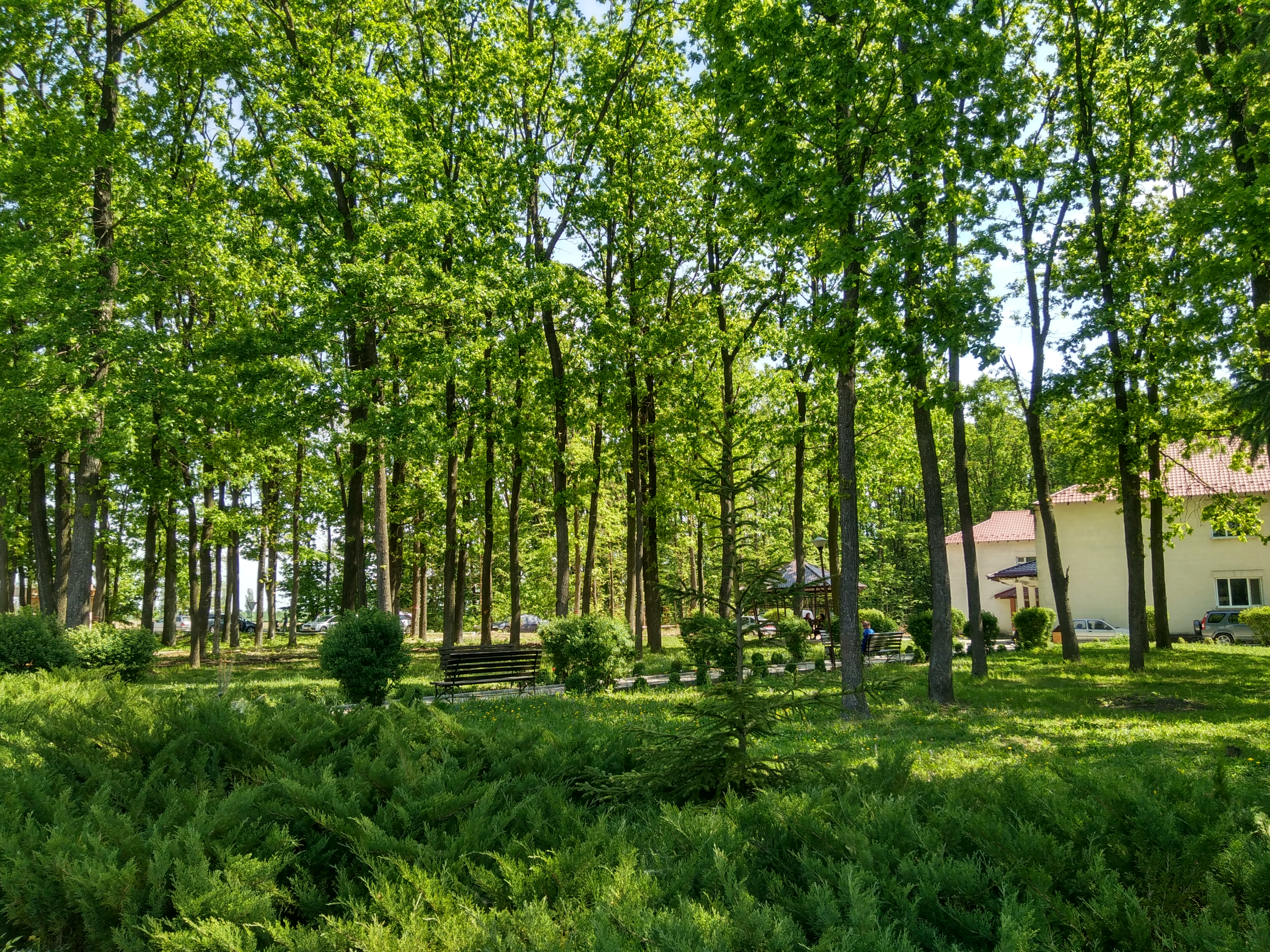
Zona verde a curții
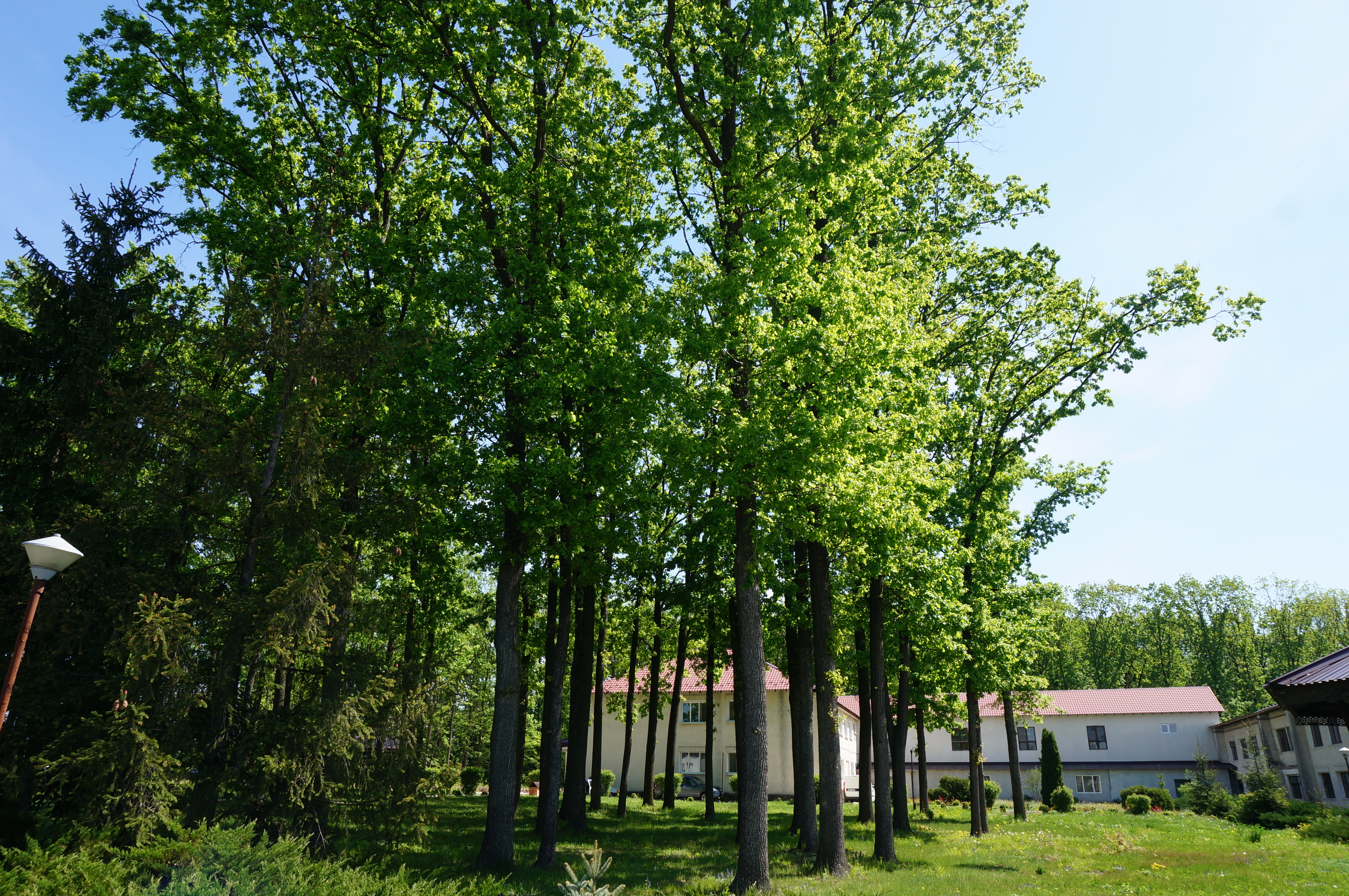
Chiliile, amplasate la marginea rezervației peisagistice Zăbriceni
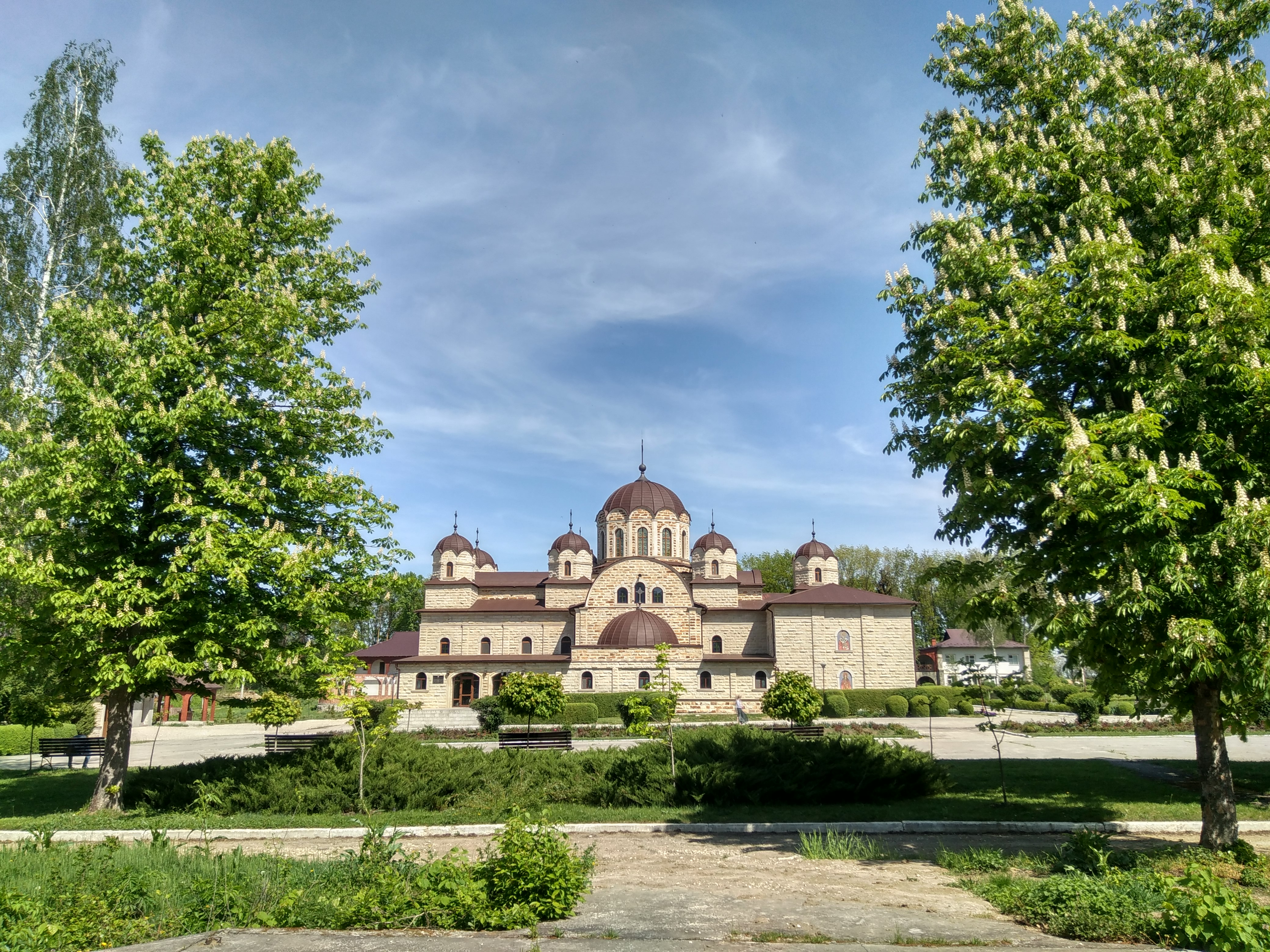
Plan îndepărtat
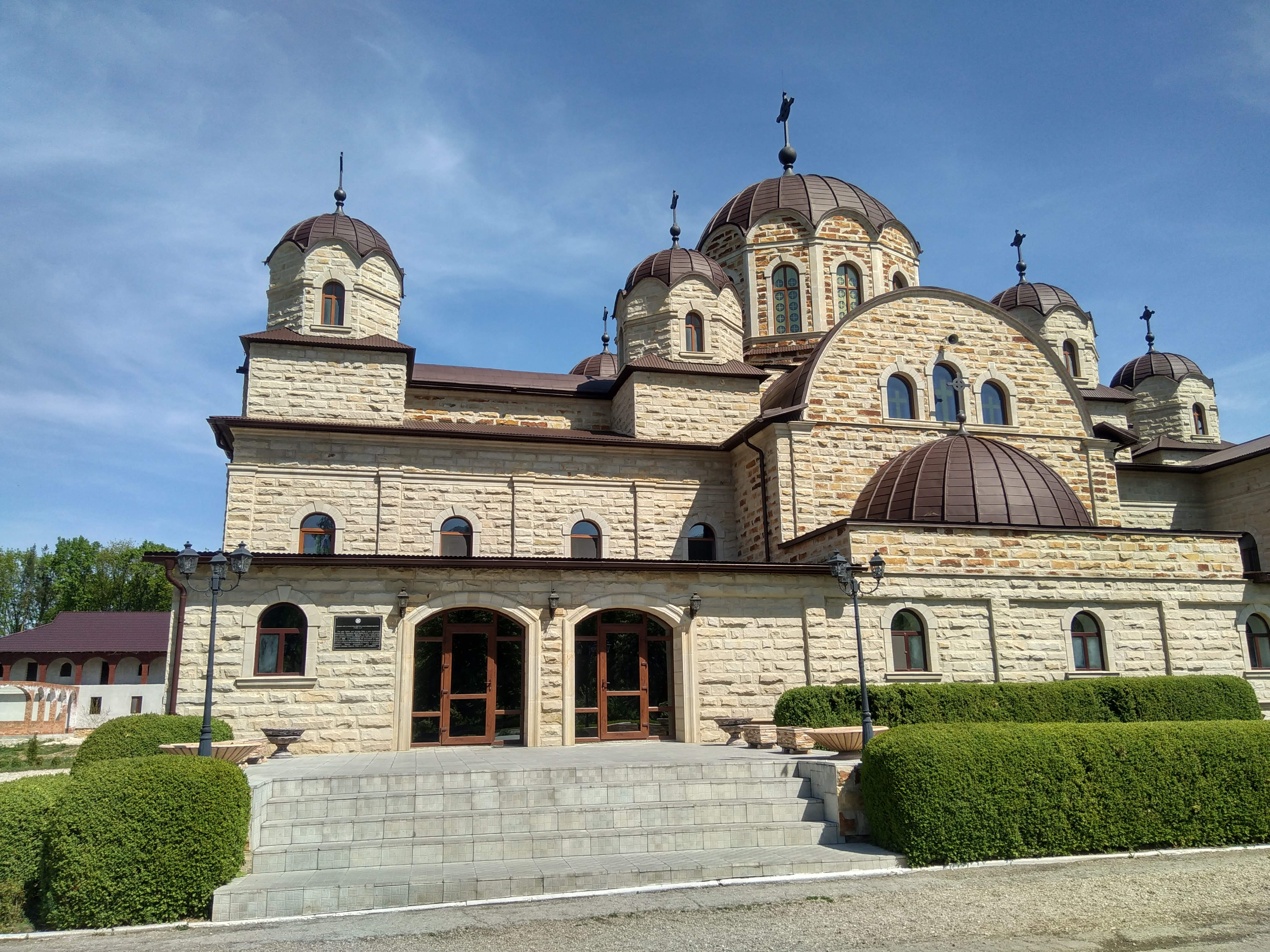
Intrarea în clădirea mănăstirii

### Interior

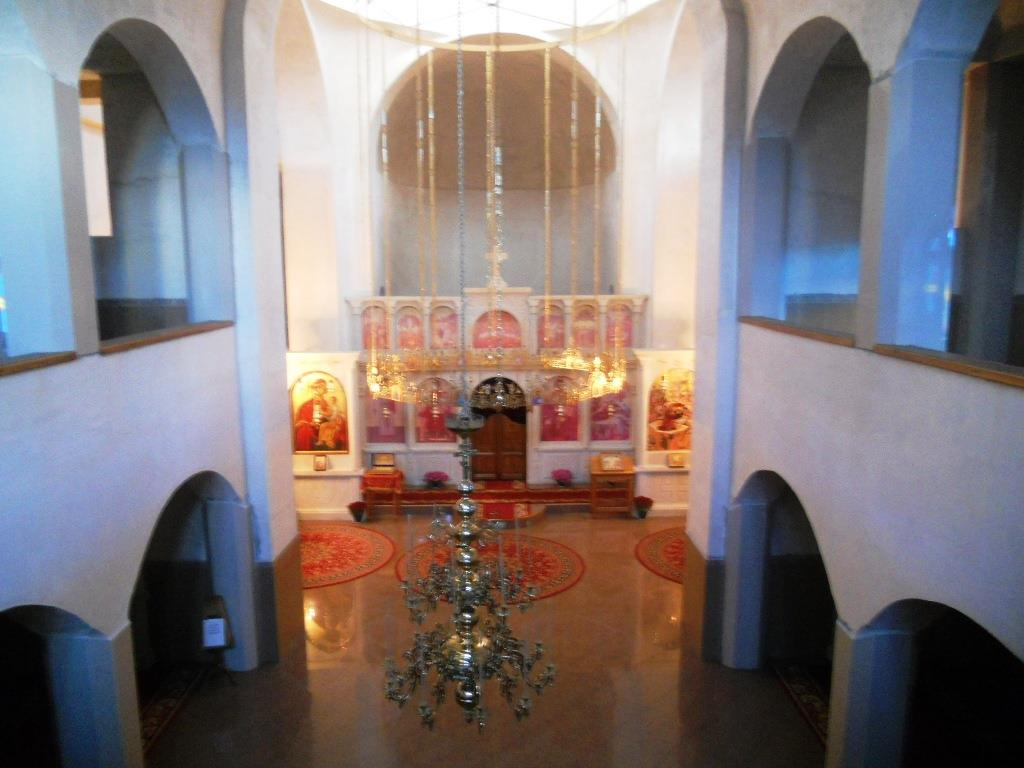
Vedere a iconostasului în biserica principală a mănăstirii
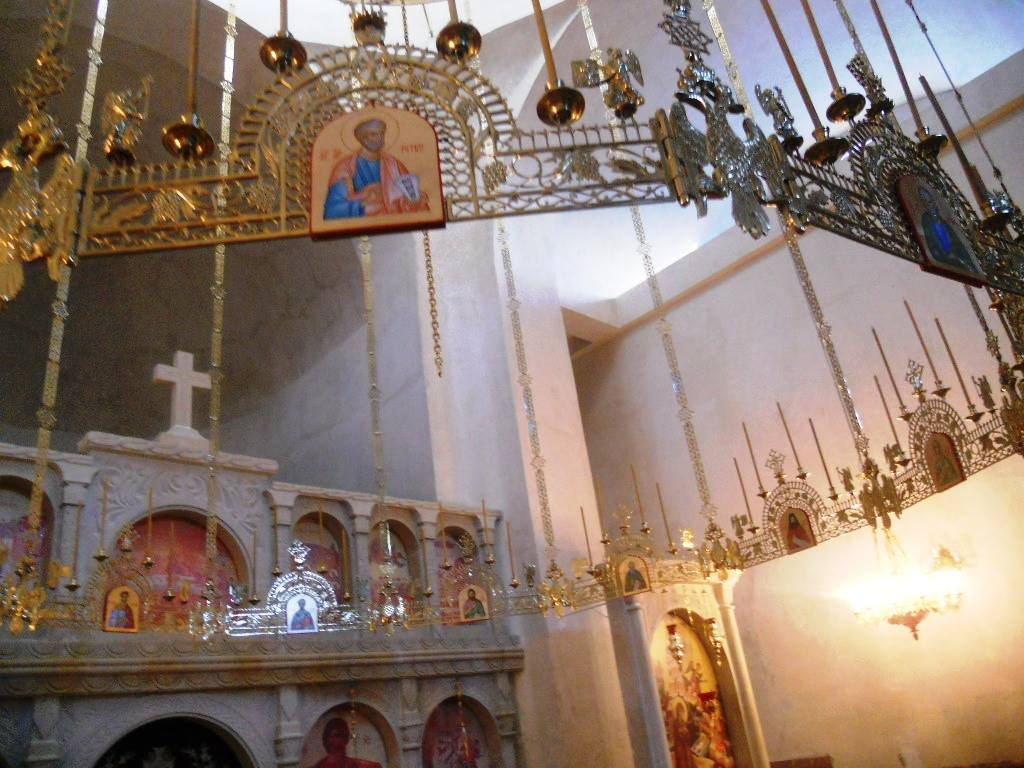
... fragment din iconostasul bisericii principale a mănăstirii Nașterii Domnului
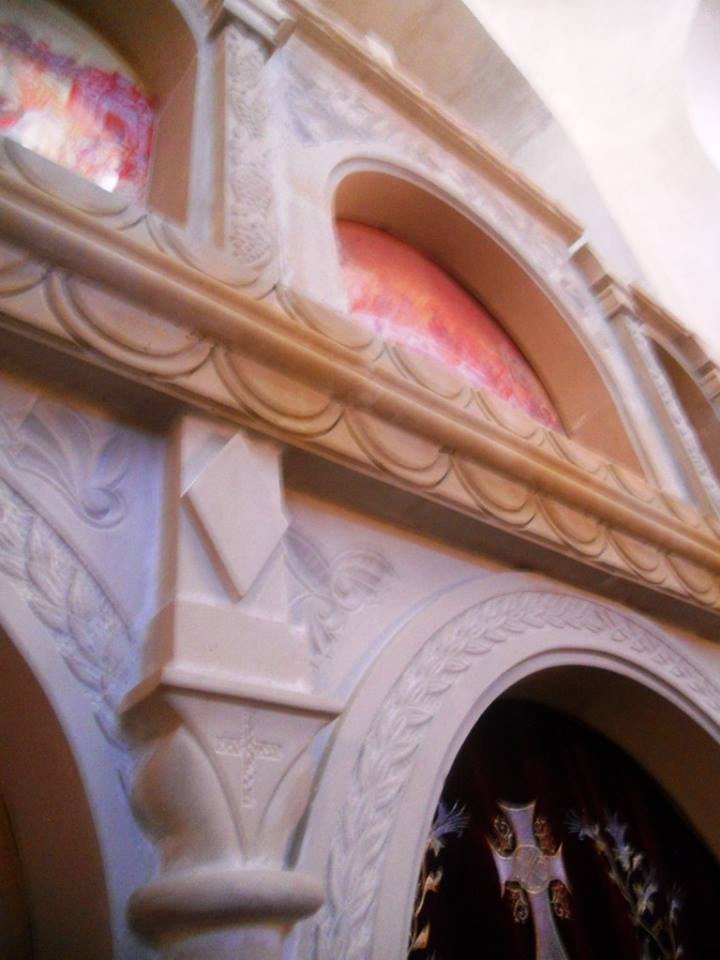
Zid al bisericii principale a Nașterii Domnului
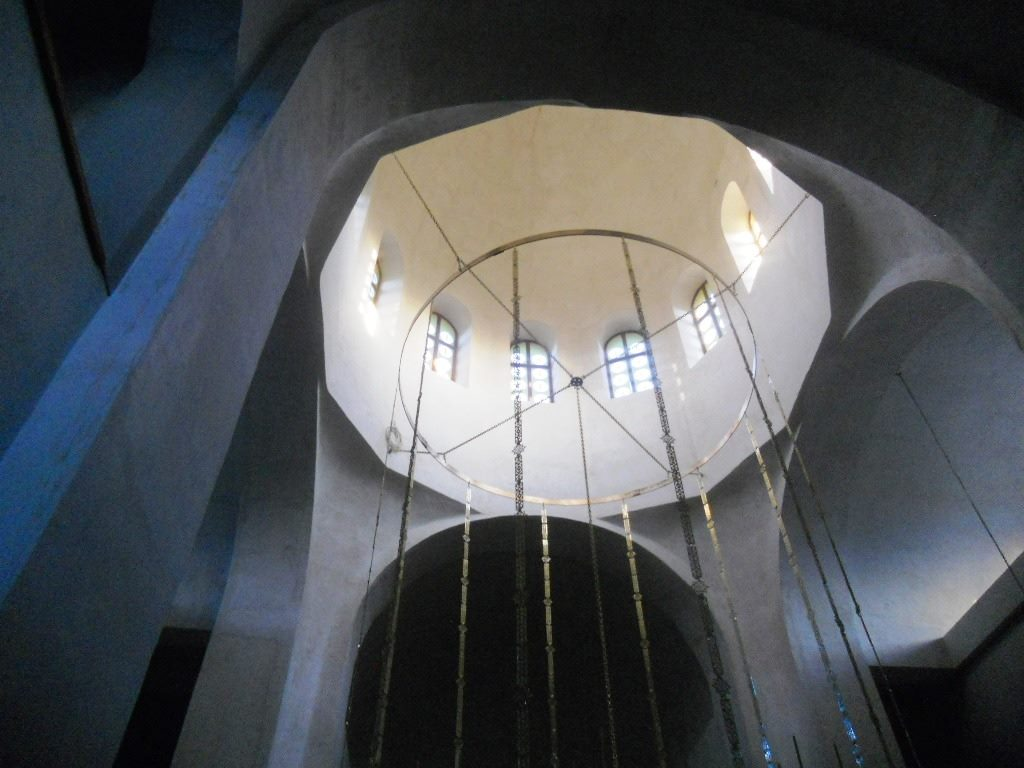
Interiorul cupolei principalei biserici a Nașterii Domnului din Zăbriceni
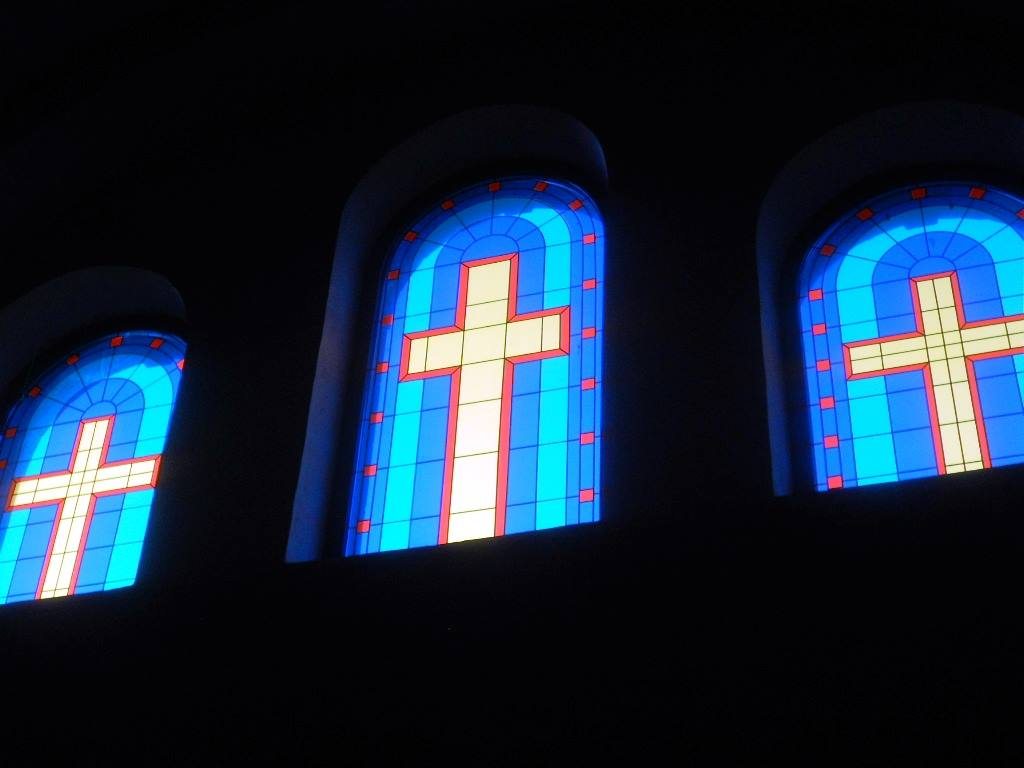
Vitralii din biserica Nașterii Domnului din Zăbriceni
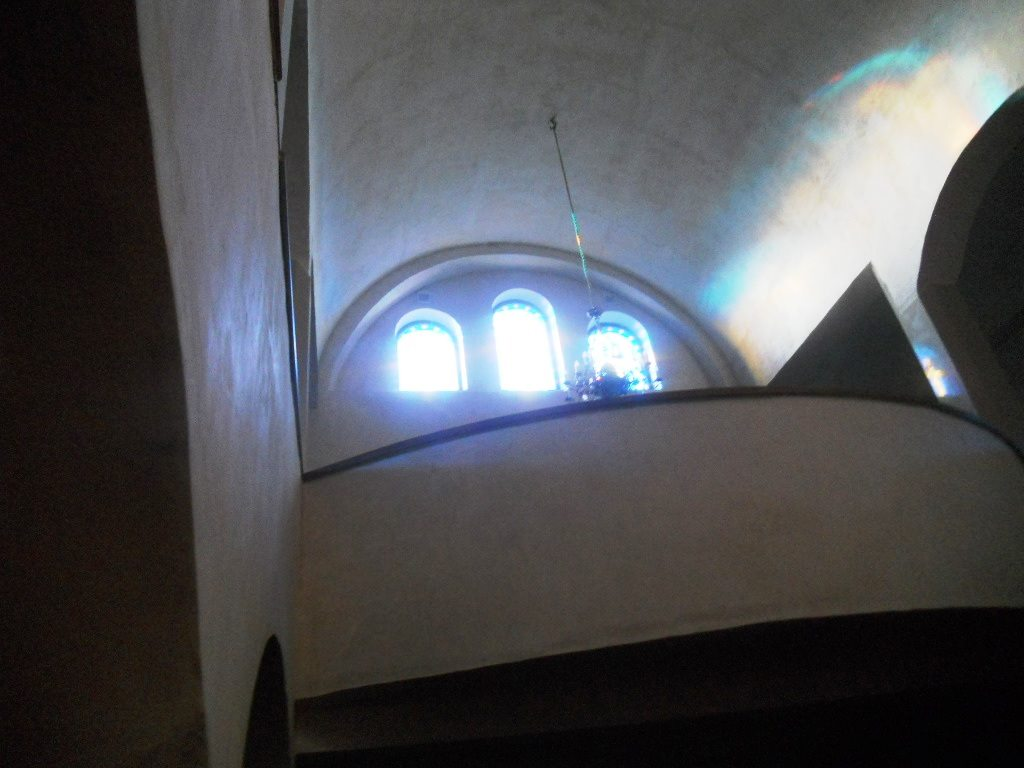
... în biserica principală a mănăstirii